# 豐田普銳斯
豐田Prius（英語：:212是日本豐田汽車於1997年所推出的混合動力乘用車款，是世界上第一個大規模生產的此類產品。初期僅在日本本土市場上市的Prius，自2000年起開始外銷至全世界40多個國家和地區，其中最大的市場是日本和北美。以單一國家市場而言，美國是Prius最大的市場，至2009年初為止，美國豐田總共賣了超過60萬輛的Prius。
根據美國環境保護署2007年的資料，Prius是在美國銷售的汽車中最節省燃油的。美國環境保護署和加州空氣資源委員會根據二氧化碳排放量，評價Prius是美國目前為止最乾淨的車輛；英國交通部公佈Prius是在英國銷售的車輛中二氧化碳排放量第二低的車種。

## 命名
「Prius」在拉丁語中是“先前”或“之前”的意思。
「Prius」之名來自於五個單字的字首，分別是Presence（存在感）、radical（技術的革新）、ideal（理想）、unity（調和）及sophisticate（洗練）。

## 型号
| 特性       | 特性               | 型号      | 型号      | 型号       | 型号       | 型号       | 型号       |  |
| 特性       | 特性               | NHW10     | NHW11     | NHW20      | ZVW30      | ZVW35      | ZVW50      |  |
| ---------- | ------------------ | --------- | --------- | ---------- | ---------- | ---------- | ---------- |  |
| 车型       | 车型               | 4門 Sedan | 4門 房车  | 5門 掀背式 | 5門 掀背式 | 5門 掀背式 | 5門 掀背式 |  |
| 首次發售年 | 首次發售年         | 1997      | 2000      | 2003       | 2009       | 2012       | 2016       |  |
| 电池       | 组件               | 40        | 38        | 28         | 28         | ?          | ?          |  |
| 电池       | 每个组件的电池数量 | 6         | 6         | 6          | 6          | ?          | ?          |  |
| 电池       | 电池总数           | 240       | 228       | 168        | 168        | 56         | ?          |  |
| 电池       | 每个电池的电量     | 1.2伏特   | 1.2伏特   | 1.2伏特    | 1.2伏特    | 3.7伏特    | ?          |  |
| 电池       | 总电量（数据上）   | 288伏特   | 273.6伏特 | 201.6伏特  | 201.6伏特  | 207.2伏特  | ?          |  |
| 电池       | 最大电流 安培/小时 | 6.0       | 6.5       | 6.5        | 6.5        | ?          | ?          |  |
| 电池       | 最大功率 瓦特/小时 | 1728      | 1778.4    | 1310.4     | ?          | ?          | ?          |  |
| 电池       | 重量（kg）         | 57        | 50        | 45         | ?          | ?          | ?          |  |
| 汽油发动机 | 动力 千瓦/ 馬力    | 43/58     | 52/70     | 57/76      | 73/98      | 73/99      | ?          |  |
| 汽油发动机 | 最大发动机转速     | 4000/分钟 | 4500/分钟 | 5000/分钟  | 5200/分钟  | 5200/分钟  | ?          |  |
| 电动机     | 运作电压           | 288       | 273       | 500        | 650        | 650        | ?          |  |
| 电动机     | 动力 千瓦/马力     | 30/40     | 33/44     | 50/67      | 60/80      | 79/99      | ?          |  |
| 综合数据   | 动力 千瓦/马力     | ?/?       | 73/98     | 82/110     | 100/134    | 100/134    | ?          |  |

## 第一代（XW10; 1997–2003）

### 1997–2001（型号 NHW10）
第一代Prius，型号NHW10，1997年12月出厂。厂方只在日本内销，但是很多二手的prius被出口到英国、澳洲和新西兰。 

### 2001–2003（型号 NHW11）
美国市面上的Prius（2001－2003款）装备的是4气缸1.5升排气量的汽油发动机，一个永磁交流马达，以及一个274伏特镍氢电池组。发动机可以输出70匹马力以及82磅-呎扭力。马达最高可以输出44马力以及258磅-呎的扭力。至於日本市场銷售的Prius，在动力輸出上稍低一些。
发动机以发电机的功率比以往的型号有所增加，空调系统以及無段變速成为标准配备。
在美国，NHW11是第一批推出市场的型号。Prius的市场定位位于Echo以及Corolla之间，市场价格为19,995美元。根据加州空气资源委员会的尾气排放标准分类，此车属于极低排放汽车。。
Prius于2000年9月进入欧洲市场。
丰田公司于2001年在澳大利亚悉尼汽车展上宣布Prius正式进入澳洲市场，不过市场销售方面并不理想，在引入NHW20型号之前，销量极其的少。

## 第二代（XW20; 2002–2009）
NHW20型號為完全重新設計的中型掀背車，車體大小在Corolla與Camry之間，並重新分配機械及車內空間，使其擁有比其他大型私家車更寬敞的後座踏腳空間。

## 第三代（XW30; 2009–2015）

### 油電混合动力（ZVW30）
繼上一代中型掀背車的外型和前置引擎前輪驅動的設計，這次外型變化不大，但排氣量提升至1.8公升，車頭設計和頭燈也有變化，使得外觀煥然一新。
新一代Prius在外觀上即展現相當程度的變革。在維持三角形輪廓的概念下，新一代Prius外型採用更富動感的全新線條，銳利的頭燈賦予更為鮮明的車頭樣貌，水箱護罩、保險桿和進氣壩也依空氣力學加以設計，提升整體的空力效能。
向前延伸的A柱線條，為新一代Prius塑造更為流暢的車頂線條；而車側醒目的腰線刻劃，也為Prius帶來更富動感的視覺效果。車尾部份，延續整體的空氣力學精進，包括後擾流及保桿等處也有同步修改。整體而言，新一代Prius僅有0.25的風阻係數，也為車輛效能帶來直接助益。
一如外觀的動感線條，新一代Prius的車艙亦展現全然新意。維持以往的中置式儀錶板格局，新一代Prius採用懸浮式中控台，將中控面板、排檔座和中央扶手連為一氣。設計細節上，諸如空調出風口、排檔桿、HUD抬頭顯示器、整合方向盤快撥鍵的觸控顯示系統，也展現新一代Prius的高科技氛圍。
在配備方面，新一代Prius明顯較上一代車型更為豐富多元。HUD抬頭顯示器、Smart Entry、Push Start、自動恆溫空調、CD音響、衛星導航系統、IPA智慧停車輔助系統等，皆納入新一代Prius的標配項目。
就動力部份，新一代Prius的THS油電混合動力系統，已就汽油引擎和電動傳動系統分別進行升級。全新1.8升直四引擎取代先前的1.5升動力，最大馬力由原本的77匹提高至99匹。同時包括電動水泵、滾柱式搖臂EGR廢氣再循環和廢氣熱能再循環系統，也為引擎效能提升帶來輔助效果。
就電動傳動系統部份，新一代Prius的電動馬達輸出自50kW提升至60kW，工程師並將減速齒輪納入馬達內部，以在提供更高額輸出的同時，降低馬達本身的體積與重量。同時，包括更高輸出的鎳氫電池模組、更佳的電力控制系統，也使整體THS系統的效能表現更形提高。
此外，新一代Prius也提供EV純電模式、ECO MODE環保模式以及POWER MODE動力模式，依照不同的駕駛需求，駕駛可就中控台按鍵進行模式切換，帶來不同的動力輸出反應。根據經濟部能源局的耗能數據，新一代Prius的市區/高速/平均油耗達到26.06/26.57/26.3公里/公升。

### 插電式混合动力（ZVW35）
插電式混合动力Prius Plug-in Hybrid（ZVW35）是基于传统第三代的Prius汽车（ZVW30），并採用4.4-kW·h的锂离子电池，重量比普通的Prius重約50公斤。

## 第四代（XW50：2015–2022）

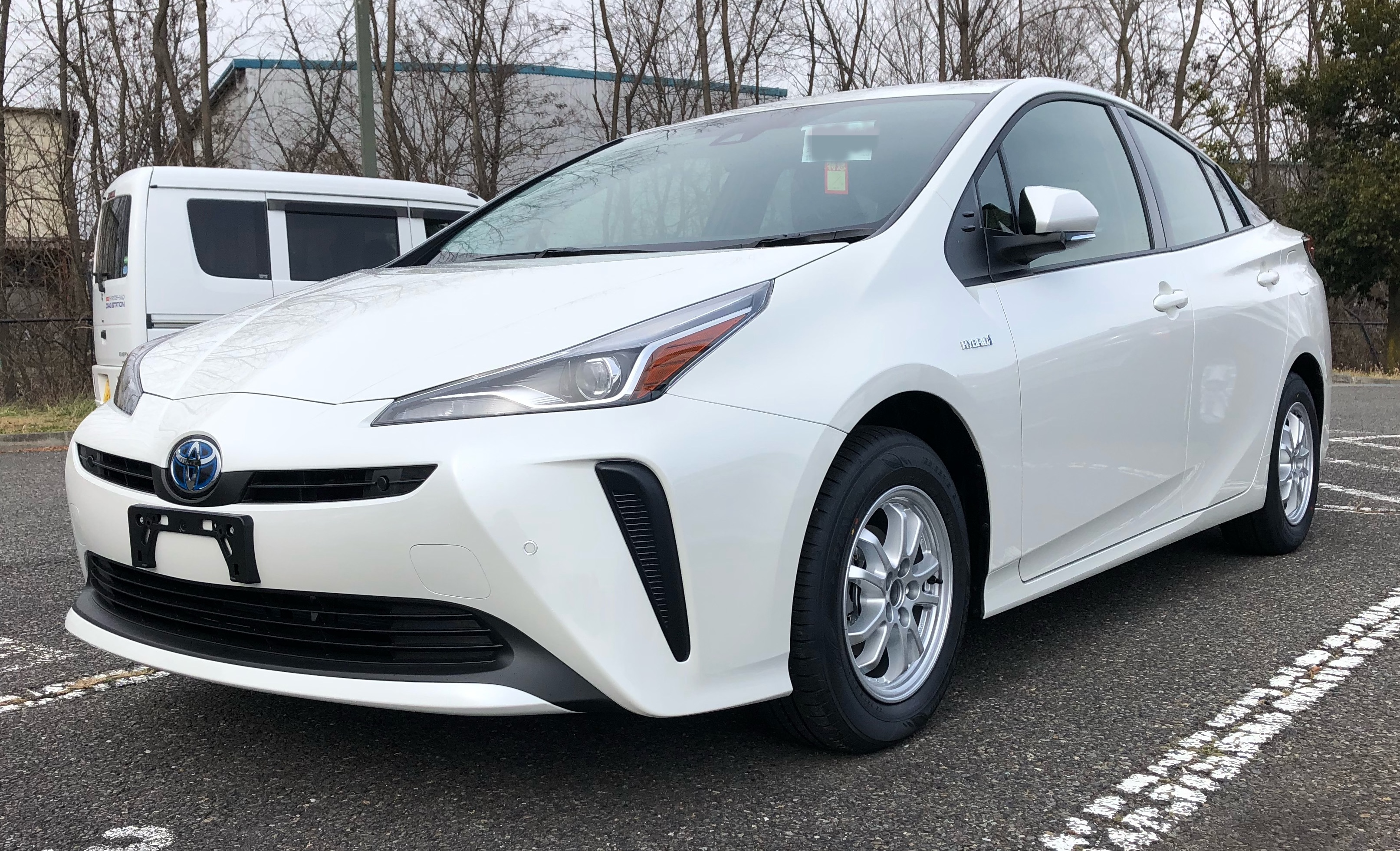
Prius第四代小改款

第四代Prius是2015年9月在美國拉斯維加斯首次展出，2015年12月在日本公開銷售。2016年1月在北美市場上市，2月在歐洲上市。豐田期望在日本市場第四季能每月賣出12,000輛，並達成全年銷售300,000至350,000輛的目標。

## 第五代（XW60：2023年至今）
第五代Prius於2022年11月亮相，引擎方面一共有兩個版本，分別為1.8升 (2ZR-FXE) 和2.0升 (M20A-FXS) ，動力方式則有油電混合以及插電式混合動力(PHEV)，引擎皆為前置布局，除了前輪驅動外也有E-Four可供選擇，另外根據不同燃料方式動力也會有所不同，總輸出功力最大可至223匹馬力。並於2023年上半年美國、歐洲、臺灣等地開始販售交車，歐洲則沒有插電式混合動力車型。

值得注意的是由於第四代銷量較差的原因，新一代Prius在許多國家並未上市，如：澳洲、紐西蘭、英國，並由Corolla hatchback hybrid取代。

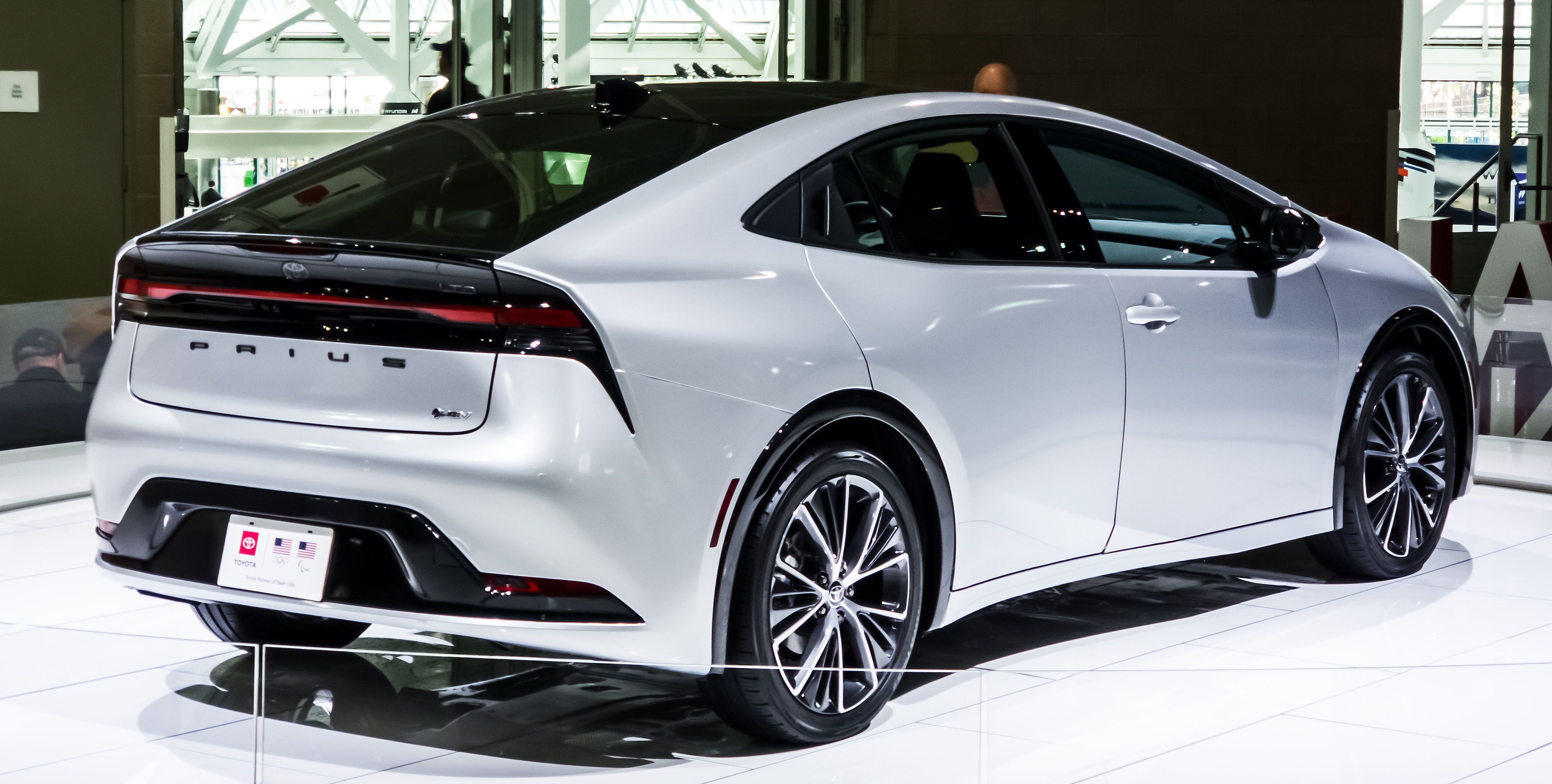
車尾
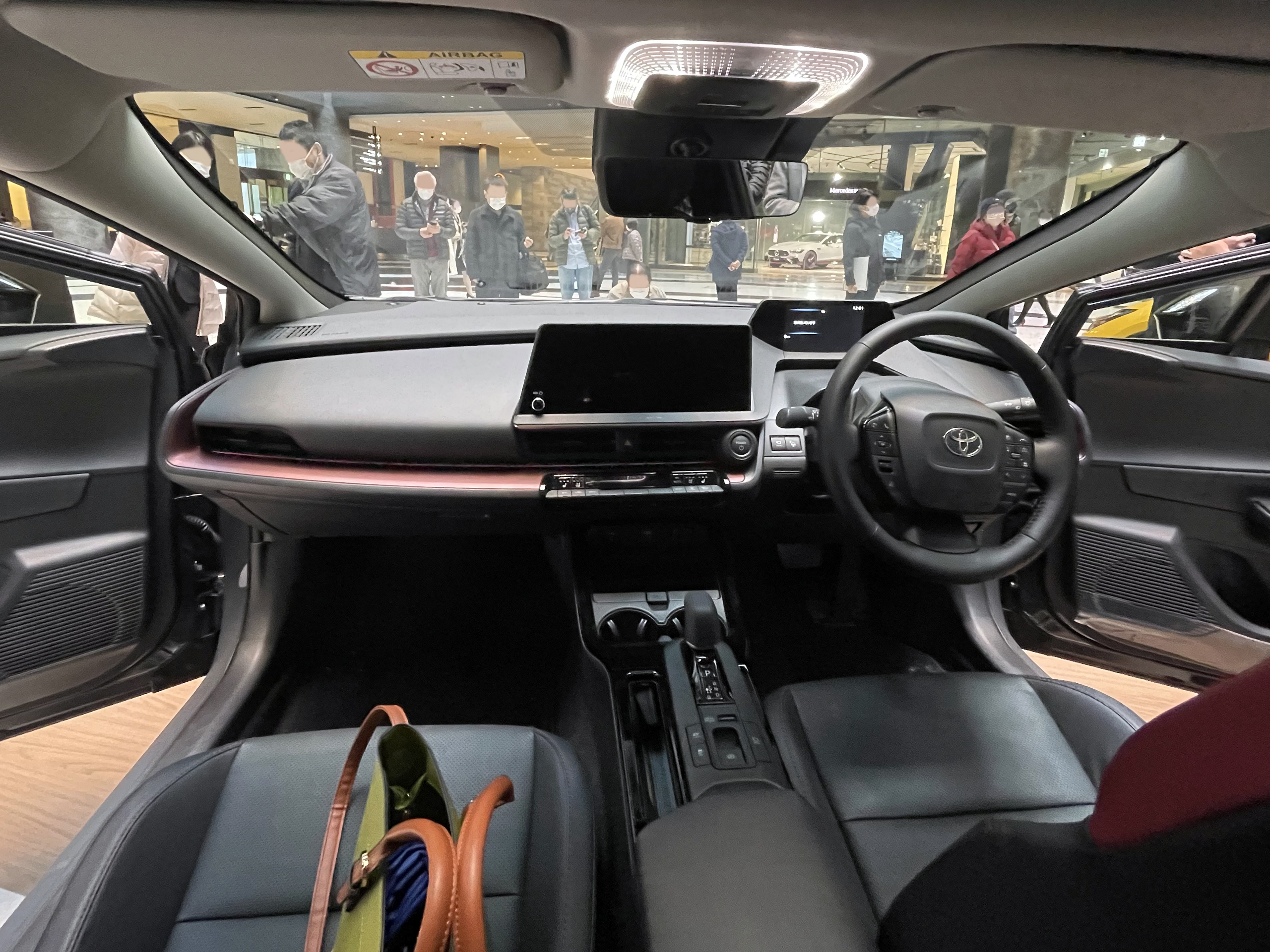
內裝

## 销量

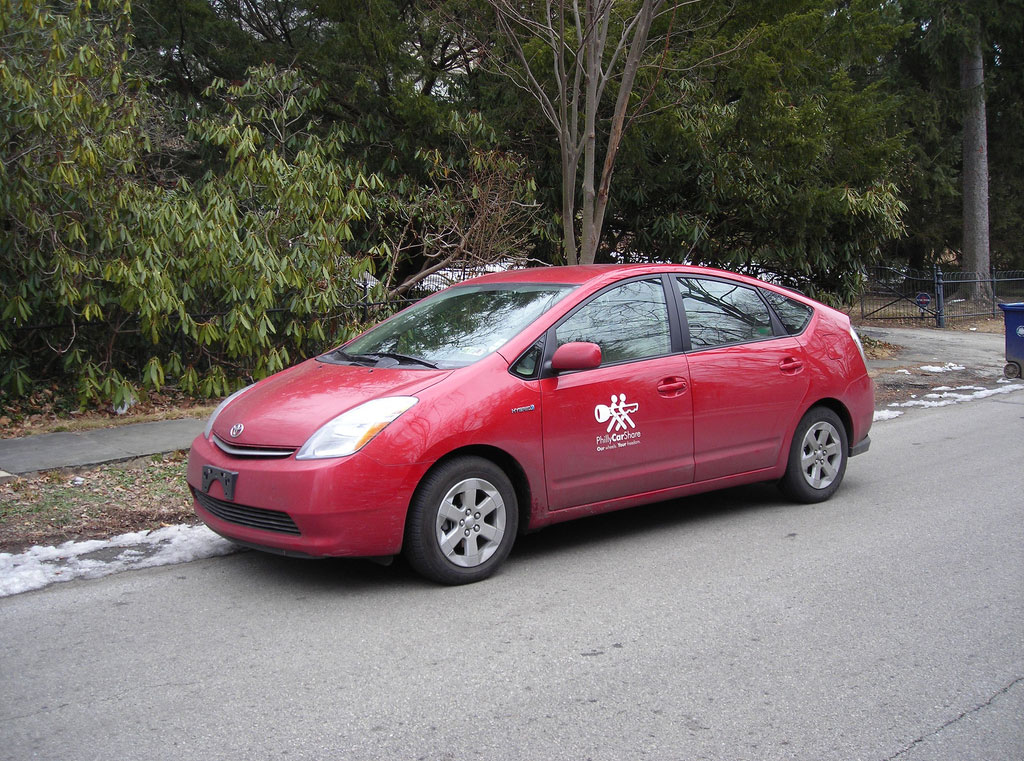
2006 Toyota Prius used by a car share agency.

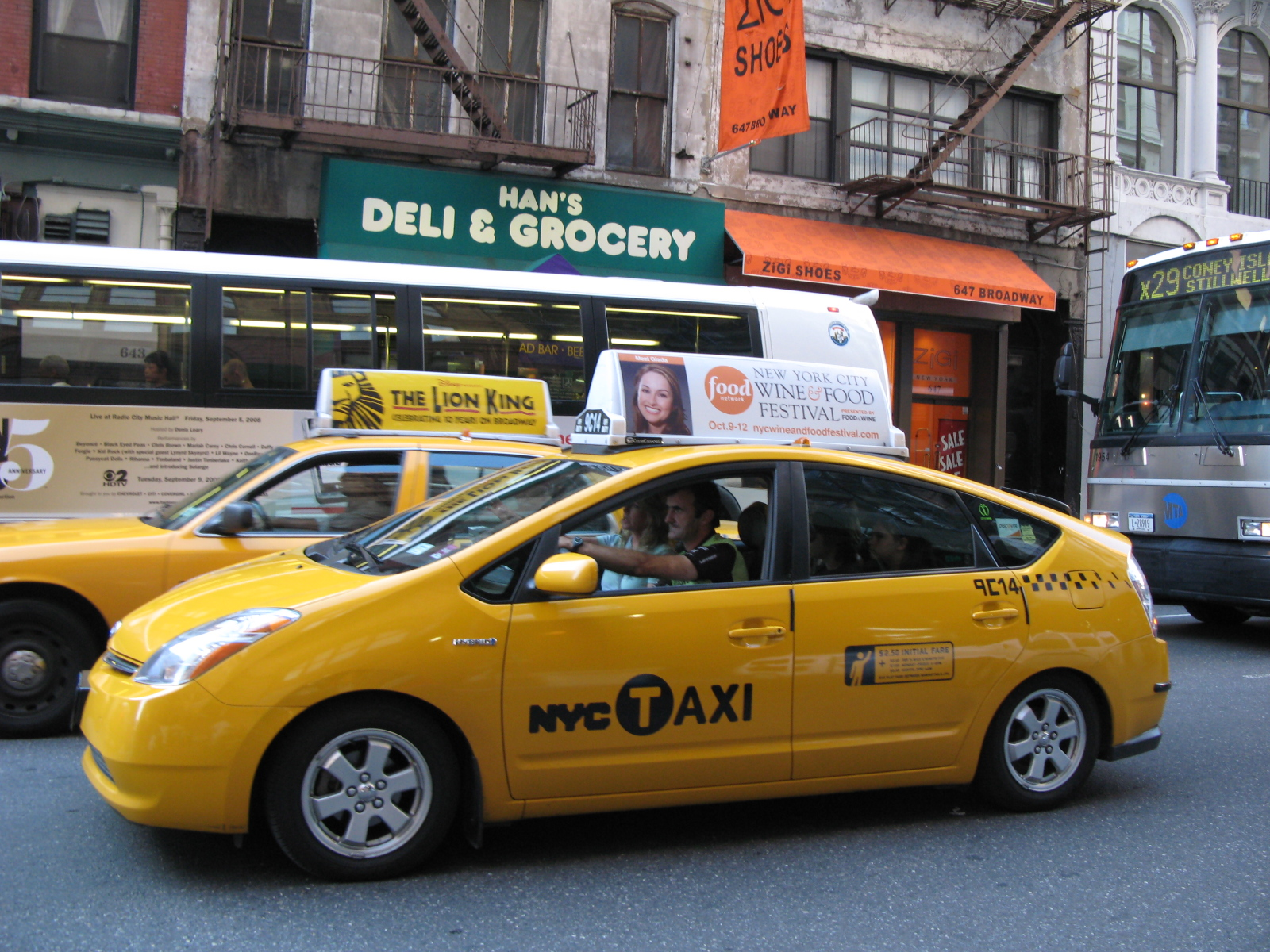
2008年 Toyota Prius 在紐約市被使用作計程車。

豐田於2007年6月7日發佈累計賣出1百萬台混合動力車，其中757,600台是Prius.其中將近345,000台是在日本賣出。2008年5月，豐田發表全球累計賣出一百萬輛Prius。Prius銷往40多國，最大市場是美國和日本。將近60% 的 Prius 賣往美國，2007年就將近賣了183,800輛。銷售速度於2008年又加快，頭四個月美國就賣出66,100台，預計全年美國賣出200,000台。事實上美國四月單月就賣出21,757台Prius，創下汽車業四月銷售紀錄。Prius也成為豐田有史以來第三熱賣車款，僅次於Corolla和Camry。
美國最早於2000年8月開始上市第一代 Prius，直到2001年賣出15,556輛，2002年達到20,119輛。2004年賣出53,991輛，接下來2005年幾乎成長一倍賣出107,897輛，佔全世界總銷量180,000輛的60%。至2007年6月7日，美國累計賣出266,212輛。佔2006年的40%油電車市場。2000年初到2007年11月，豐田累計於美國賣出510,325輛Prius。
僅12月就賣出14,212輛，全年賣出181,221輛，市場佔有率升高到68.9%。2009年2月，Prius 在美國累計銷量佔全世界總額120萬輛的一半。
統計至2015年7月，全球總銷售突破800萬輛。

## 油耗
油耗或稱燃油經濟效率是以單位油量內能跑的距離為準，單位為公里/公升(km/l)及英里/加侖（mpg），另一種算法是固定距離內的耗油量—公升/100 km。柴油的能量密度又通常比汽油高11%，所以又有純能量密度算法。但是汽柴油的互換算法各地不一，因為有些國家柴油價錢比汽油貴很多，有些國家又只貴一點。
Prius在爬坡、開始行駛時的（最多）20分鐘內及氣溫低時的油耗較差，因為都需要開啟引擎，而且Prius的變速箱特性是在需要高扭力時效率特別差（比傳統自排變速箱差很多）；而且急煞車會造成能量回收率下降；Prius在下坡時引擎可以熄火（只要用馬達帶動引擎即可達到引擎煞車的效果），還可以讓電池充電，在塞車的情況下，很少需要開啟引擎。多數駕駛在長時間行駛的情況下，可以獲得良好的油耗；而一些油耗測試會先暖車，這樣會讓測試數據比實際情況好看。
美國
美國環保署（EPA）會公佈新車油耗表，而且車商在廣告中只能使用此一數據為準。EPA在2007年修正部份標準以符合現實中駕駛習慣。所以下表標準是以調整過的為準：
2010 Prius:
- 51 mpg-US（4.6 L/100 km; 61 mpg-imp）城市
- 48 mpg-US（4.9 L/100 km; 58 mpg-imp）高速公路
- 50 mpg-US（4.7 L/100 km; 60 mpg-imp）平均

2005 Prius:
- 48 mpg-US（4.9 L/100 km; 58 mpg-imp）城市
- 45 mpg-US（5.2 L/100 km; 54 mpg-imp）高速公路
- 46 mpg-US（5.1 L/100 km; 55 mpg-imp）平均

2001 Prius:
- 42 mpg-US（5.6 L/100 km; 50 mpg-imp）城市
- 41 mpg-US（5.7 L/100 km; 49 mpg-imp）高速公路
- 41 mpg-US（5.7 L/100 km; 49 mpg-imp）平均

以美國官方數據表明Prius是2008全美國最高效率房車。
英國
英國官方油耗表由運輸部公佈，Prius達到：3.9L/100 km（72.4mile/gal.）市區狀態，3.7L/100（76.4mile/gal.）郊區狀態，總平均 3.9L/100 km （72.4mile/gal.）。另有11輛柴油車因為車身較小，所以燃油效率高過Prius。

## 評論

### 廣告方面的要求
Prius以不用插電比較方便為廣告，因此原廠沒有提供插電充電的插座，有些人會自行改裝，發現在加大電池及充電後環保效益更佳。近來美國人已經能接受PHEV的觀念，因此原廠已經推出插電型的Prius。Prius在短程較為耗油，如果能先給電池充電，對短程油耗有很大的幫助。

### 能源消耗
電池及馬達會增加製造車輛的能源和碳排放量，鎳氫電池有自然放電問題；若里程數不高，Prius無法節省碳排放量。

### 維護成本（Prius 第二代與Prius 第三代）
Prius的保養維修與一般車輛類似，混和動力系統不需另外特別保養，僅需在更換引擎冷卻液時，一同更換動力控制單元（變頻器）的冷卻液。
拜電源管理之賜，混和動力系統的牽引電池（鎳氫電池，俗稱大電池）壽命較一般鎳氫電池更長，主要是使用時維持電力在38%～82%之間而延長電池壽命。營業用車行駛數十萬公里後電池依然良好的案例時有所聞。由於PSD（動力分配裝置系統）與煞車動能回收的節能機制，Prius 引擎及煞車耗損也比一般車輛輛低，而Prius也與所有豐田車輛一樣，具有高妥善率、低故障率與低維護成本的良好口碑。
Prius的牽引電池、動力控制單元及煞車總成故障率雖然極低，但因為若動力控制單元及煞車總成一故障就有車禍危險，且更換單價高昂（台灣料件更換價格：牽引電池：Prius2與Prius3皆為新台幣49,000元，動力控制單元：新台幣91,060元）；大電池的故障雖然常被宣傳，但多數車主最擔心的並非大電池的問題（大電池故障時仍能正常行駛，且大電池需要更換的比例已經算低，而在大電池需更換的案例中，還幾乎都是這顆電池節省的油錢足以支付更換費用）。

### 形象與實際上性能
Prius有性能较好的評價，Prius前三代的底盤较普通；Prius前三代的底盤在舒適性及操控性的表現都非常好，但由于是丰田所以许多人对于丰田的要求更高，因此多數人需要改裝底盤以让舒适性更多提升。Prius的底盤雖然好，加裝Toyota官方（Toyota Racing Development）的底盤改裝零件，更是傲视一众厂商；不過Prius的底盤本來就很低，因此如果改裝包括降低車身，雖然確實能改善表現，但更容易磨到底盤。
近來推出的Prius C及Camry hybrid，其性能及底盤都比Prius前三代好，Prius第四代則改用更好的懸吊系統（一些人歸功於也是专业賽車手的新社長豐田章男）。
而Toyota/Lexus油電車底盤有個優勢，就是在車後放置大電池，使得前驅車也擁有較為平均的配重（前後輪支撐的重量較為接近，前輪支撐太多重量是前驅車的通病）。

### 噪音
由于混合动力的特性，所以噪音非常小，静谧性与乘坐舒适性大大提高。在许多厂商还在绞尽脑汁降低噪音的时候，混合动力的丰田已经开始考虑如何增加低速行驶的行人提醒音。
Prius的噪音太低不仅是車外（行人）的觀感，對於駕駛及乘客來說，Prius更是安静；不仅让整车的舒适质感大大升级，更是可以在安静的车舱内随心的聊天跟欣赏音乐。

## 政府支持
有許多國家都已經獎勵油電車的購買，比利時政府提供15%低碳車輛補貼。
香港有首次登記稅優惠，政府部門有採購作公務車，亦批准此車作為4座位的士；加拿大在2008年12月31日起租或買油電車有折扣退款；英屬哥倫比亞，
英國實施金錢和停車優惠，油電車道路稅降為£15英鎊一年，商用車購買Prius（2008年4月1日起）首年可以100%免稅、因為它CO2排放低於官方110g/Km標準，之後商用車免年稅率僅為車價10%，低於其他車的35%。且在倫敦西南區和中央區可以優先取得停車證。

## 配件

### 插電式混合動力

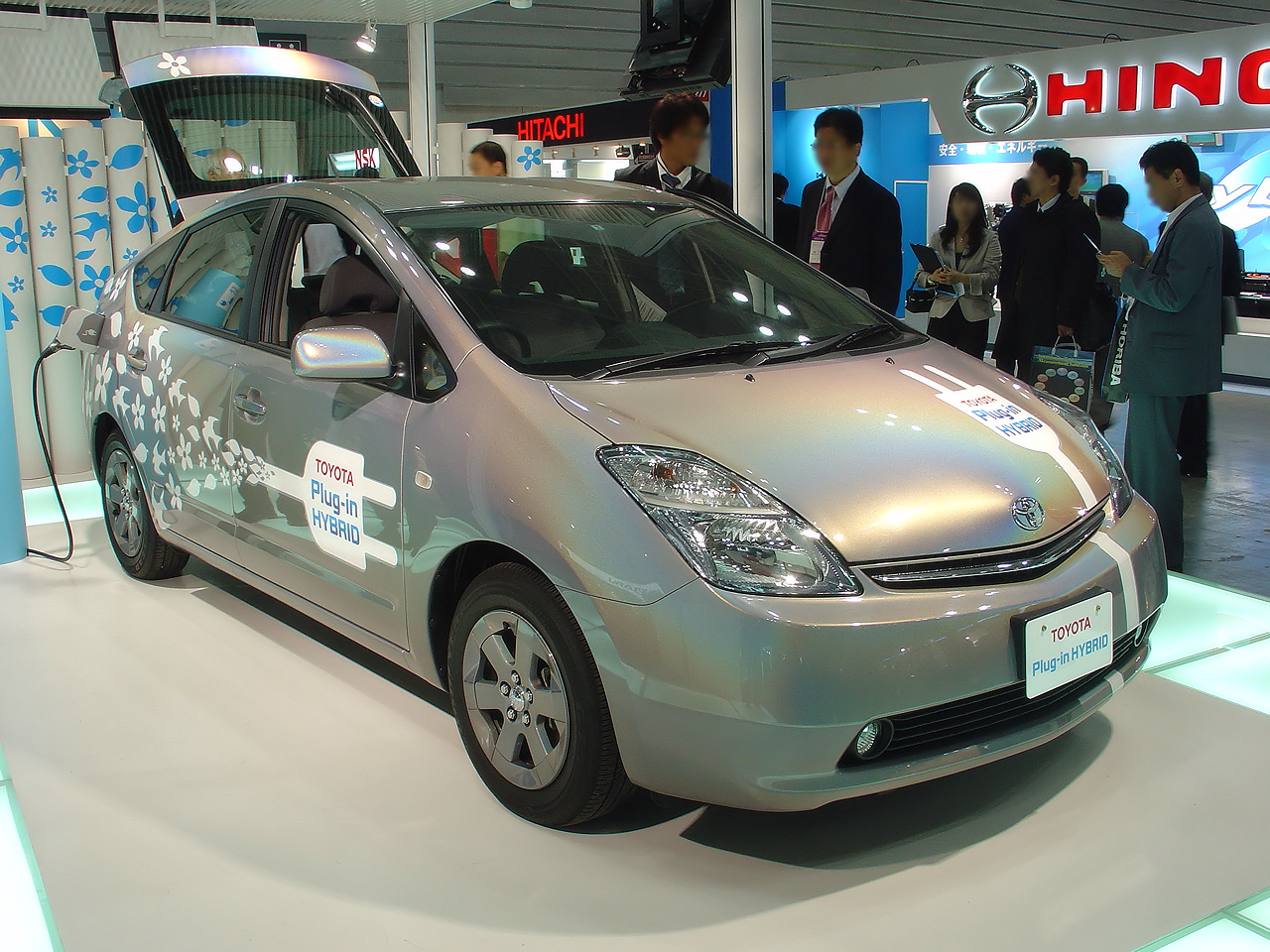
Toyota Prius插電混能車於日本2008汽車工程展

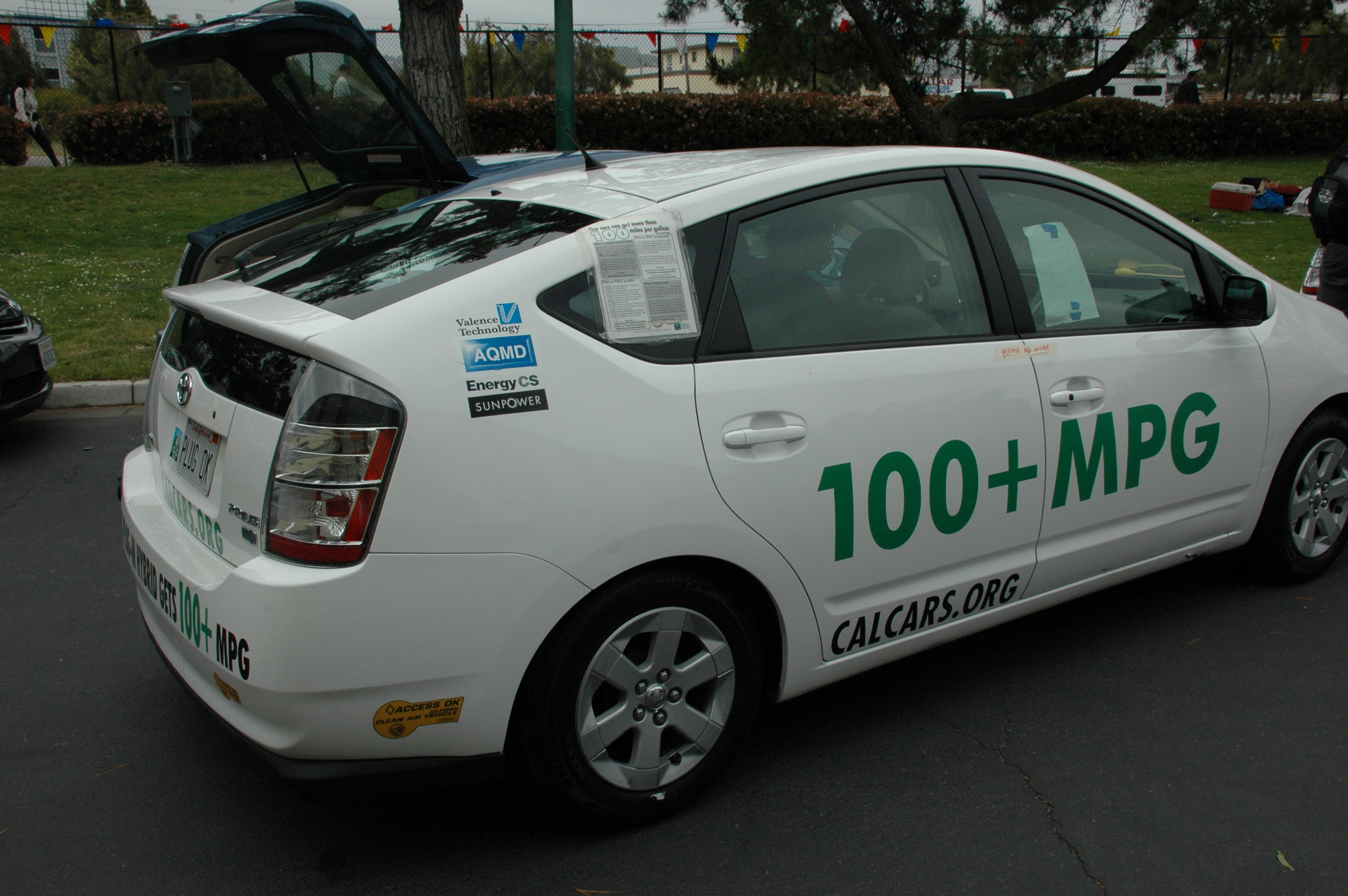
CalCars公司的Toyota Prius插電混能車於2008加州展示會

插電式混合動力汽車（PHEV）使用一個大型車用電池擷取外部輸入的電力以節省汽油消耗。通常用鎳金屬電池。量產型PHEV的鎳金屬電池壽命不會因放電循環而逐漸衰減；例如Toyota RAV4 EV就已經達到這點。這種車與通常混合車hybrid運作差不多，但是電力駕車時間將更長。例如Prius PHEV版中，汽油引擎只會在高速公路上自動啟用以輸出高馬力。在這種高速混合模式之下才會消耗汽油。其它慢速模式或少載客時，將進入電池優先模式，使得低速時（低於41 mph、約為65 km/h）只靠電力駕車不耗用汽油。直到電池消耗完才啟動汽油引擎。
北加州的先進汽車研究中心曾經把Prius電池加大一倍，以改善它的燃油效率與電動駕駛距離。
這個PRIUS+計畫由CalCars公司支持，也是首輛插電版的Toyota Prius，也可以說是DIY版。後來官方才推出正式的插電版概念車。

## 獲獎
豐田普銳斯獲獎情況如下：
- 1997
  - 獲選日本年度國產風雲車。
- 1998
  - 獲選RJC年度風雲車。
- 2001
  - 獲選歐洲年度風雲車第三名
  - 獲選北美年度風雲車第三名
- 2004
  - 獲選北美年度風雲車第一名
- 2005
  - 獲選歐洲年度風雲車第一名